# Govern de la Regió de Brussel·les-Capital
El Govern de la Regió de Brussel·les-Capital (francès Gouvernement de la Région de Bruxelles-Capitale, neerlandès Brusselse Hoofdstedelijke Regering) és l'òrgan executiu del govern de la Regió de Brussel·les-Capital. És nomenat pel Parlament de la Regió de Brussel·les-Capital i està format per un ministre-president (francòfon), 4 ministres (dos francòfons i dos neerlandòfons) i tres secretaris d'estat.

## Llista de Ministres-Presidents
|   | Ministre-president        | Partit | Mandat      | Govern/Composició  |
| - | ------------------------- | ------ | ----------- | ------------------ |
| 1 | Charles Picqué            | PS     | 1989 - 1995 | Govern Picqué I    |
|   |                           |        | 1995 - 1999 | Govern Picqué II   |
| 2 | Jacques Simonet           | MR     | 1999 - 2000 | Govern Simonet I   |
| 3 | François-Xavier de Donnea | MR     | 2000 - 2003 | Govern de Donnéa I |
| 4 | Daniel Ducarme            | MR     | 2003 - 2004 | Govern Ducarme I   |
| 5 | Jacques Simonet           | MR     | 2004        | Govern Simonet II  |
| 6 | Charles Picqué            | PS     | 2004 - 2009 | Govern Picqué III  |
| 7 | Charles Picqué            | PS     | 2009 - ara  | Govern Picqué IV   |

## Composició actual
Des de les eleccions regionals belgues de 2009 s'ha format una coalició dels partits francòfons     PS,     Ecolo i     CDH amb els partits flamencs     Open VLD,     CD&V i     Groen!
| Ministeri | Titular                     |
| --- | --------------------------- |
| Ministre-President, Ministre d'Autoritat Local, Planificació Espacial, Monuments, Desenvolupament i Estadística | Charles Picqué (PS)         |
| Ministre de Finances, Pressupost i Relacions Exteriors                                                          | Jean-Luc Van Raes           |
| Ministre d'Obres Públiques, Transport, Port de Brussel·les, i ITC                                               | Brigitte Grouwels (CD&V)    |
| Ministre de Medi Ambient, Energia, Jurisdicció d'Aigues i Conservació de la Ciutat                              | Evelyne Huytebroeck (Ecolo) |
| Ministre de Treball, Economia, Comerç Exterior i Recerca Científica                                             | Benoit Cerexhe (CdH)        |
| Secretari de Mobilitat, Igualtat d'Oportunitats i Servei Públic                                                 | Bruno De Lille              |
| Secretari de Sanitat Pública i Conservació de Monuments                                                         | Emir Kir (PS)               |
| Secretari d'Habitatge, Bombers i Urgències Mèdiques                                                             | Christos Doulkeridis        |